# Ischnuridia virginella
Ischnuridia virginella är en fjärilsart som beskrevs av Christian Johannes Amandus Sauber 1901. Ischnuridia virginella ingår i släktet Ischnuridia och familjen äkta malar.
Artens utbredningsområde är Filippinerna. Inga underarter finns listade i Catalogue of Life.